# ريكاردو روخاس فرياس
ريكاردو روخاس فرياس (مواليد 15 يونيو 1955) هو ملاكم كوبي، مثّل بلاده في الألعاب الأولمبية الصيفية 1980 وحقق الميدالية البرونزية في فئة الوزن الثقيل الخفيف.

## روابط خارجية
ريكاردو روخاس فرياس على موقع أوليمبيديا (الإنجليزية)